# Colville River
Colville er den nordligste større floda i Alaska, USA. Den er ca. 563 kilometer lang og løber ud i Ishavet, 150 km vest for hvor Trans-American Pipeline starter ved Prudhoe Bay. Floden har sit udspring i De Long Mountains i vestenden af Brooks Range og løber mod øst, senere mod nord nedenfor landsbyen Umiat. Nederst løber den gennem store moseområder. Afvandingsområdet er på 53.000 km².
Colville River-området har uudnyttede reserver af kul, naturgas og råolie. Nord for floden ligger det geologisk-økonomiske konsessionsområe NPR-A, mens området sydøst for floden er reservat for inuit-befolkningen.